# Siergiej Awwakumow
Siergiej Josifowicz Awwakumow (ros. Сергей Иосифович Аввакумов, ur. 1894, zm. 1962) – radziecki historyk, działacz partyjny.
Członek Wszechzwiązkowej Komunistycznej Partii (bolszewików). W 1925 ukończył Wydział Historyczny Leningradzkiego Uniwersytetu Państwowego. W latach 1918–1927 służył w Armii Czerwonej jako działacz polityczny. Od 1927 nauczał w radzieckiej szkole partyjnej w Leningradzie. Od 1932 zajmował się pracą administracyjną, partyjną i naukową.
W latach 1935–1936 był dyrektorem Leningradzkiego Muzeum Rewolucji, zaś w latach 1936–1938 zastępcą dyrektora leningradzkiej filii Muzeum Lenina. Od 1938 dyrektor mieszkania-muzeum S.M. Kirowa.
W latach 1942–1945 dyrektor Leningradzkiego Instytutu Historii Wszechzwiązkowej Komunistycznej Partii (bolszewików). W latach 1945–1947 był zastępcą kierownika Wydziału Propagandy Agitacyjnej Leningradzkiego Komitetu Miejskiego WKP(b). W latach 1947–1949 kierownik Leningradzkiego Oddziału Instytutu Historii Akademii Nauk ZSRR. Został represjonowany w ramach „sprawy leningradzkiej” (1949) i uwięziony.
W latach 1955–1961 pracownik Leningradzkiego Oddziału Instytutu Historii Akademii Nauk ZSRR, zajmował się historią partii, ruchów rewolucyjnych, historią Leningradu .